# Ministrowie zdrowia Wielkiej Brytanii
Minister zdrowia (en. Secretary of State for Health and Social Care) – brytyjski urząd ministerialny odpowiedzialny za sprawy zdrowia. Powstał w 1919 roku i formalnie nazywany był Minister of Health do 1968 roku, kiedy to wszedł on w skład ministerstwa służby socjalnej i funkcjonował pod nazwą Sekretarz stanu ds. zdrowia i służby publicznej (Secretary of State for Health and Social Services). Po dwudziestu latach, w 1988 roku, urząd został ponownie wyodrębniony, a funkcję sprawował Sekretarz stanu ds. zdrowia (Secretary of State for Health). Podczas rekonstrukcji rządu w 2018 roku, premier Theresa May dodała do nazwy urzędu człon and Social Care, co utworzyło urząd Sekretarza stanu ds. zdrowia i opieki społecznej. Aktualnie, od 5 lipca 2024 ministrem zdrowia jest Wes Streeting z Partii Pracy.
Poprzednikiem urzędu Ministra Zdrowia była Rada Zdrowia, istniejąca w latach 1854–1858.

## Przewodniczący Rady Zdrowia
| Przewodniczący                 | Czas urzędowania                        |
| ------------------------------ | --------------------------------------- |
| Benjamin Hall                  | 14 października 1854 – 13 sierpnia 1855 |
| William Cowper                 | 13 sierpnia 1855 – 9 lutego 1857        |
| William Monsell, 1. baron Emly | 9 lutego 1857 – 24 września 1857        |
| William Cowper                 | 24 września 1857 – 21 lutego 1858       |
| Charles Adderley               | 8 marca 1858 – 1 września 1858          |

## Ministrowie zdrowia
| Minister                 | Czas urzędowania                            |
| ------------------------ | ------------------------------------------- |
| Christopher Addison      | 24 czerwca 1919 – 1 kwietnia 1921           |
| Alfred Mond              | 1 kwietnia 1921 – 19 października 1922      |
| Arthur Griffith-Boscawen | 24 października 1922 – 7 marca 1923         |
| Neville Chamberlain      | 7 marca 1923 – 27 sierpnia 1923             |
| William Joynson-Hicks    | 27 sierpnia 1923 – 22 stycznia 1924         |
| John Wheatley            | 22 stycznia 1924 – 3 listopada 1924         |
| Neville Chamberlain      | 6 listopada 1924 – 4 czerwca 1929           |
| Arthur Greenwood         | 7 czerwca 1929 – 24 sierpnia 1931           |
| Neville Chamberlain      | 25 sierpnia 1931 – 5 listopada 1931         |
| Hilton Young             | 5 listopada 1931 – 7 czerwca 1935           |
| Kingsley Wood            | 7 czerwca 1935 – 16 maja 1938               |
| Walter Elliot            | 16 maja 1938 – 13 maja 1940                 |
| Malcolm MacDonald        | 13 maja 1940 – 8 lutego 1941                |
| Ernest Brown             | 8 lutego 1941 – 11 listopada 1943           |
| Henry Willink            | 11 listopada 1943 – 26 lipca 1945           |
| Aneurin Bevan            | 3 sierpnia 1945 – 17 stycznia 1951          |
| Hilary Marquand          | 17 stycznia 1951 – 26 października 1951     |
| Harry Crookshank         | 30 października 1951 – 7 maja 1952          |
| Iain Macleod             | 7 maja 1952 – 20 grudnia 1955               |
| Robin Turton             | 20 grudnia 1955 – 16 stycznia 1957          |
| Dennis Vosper            | 16 stycznia 1957 – 17 września 1957         |
| Derek Walker-Smith       | 17 września 1957 – 27 lipca 1960            |
| Enoch Powell             | 27 lipca 1960 – 20 października 1963        |
| Anthony Barber           | 20 października 1963 – 16 października 1964 |
| Kenneth Robinson         | 18 października 1964 – 1 listopada 1968     |
| Urząd zniesiony          | 1 listopada 1968 – 25 lipca 1988            |
| Kenneth Clarke           | 25 lipca 1988 – 2 listopada 1990            |
| William Waldegrave       | 2 listopada 1990 – 10 kwietnia 1992         |
| Virginia Bottomley       | 10 kwietnia 1990 – 5 lipca 1995             |
| Stephen Dorrell          | 5 lipca 1995 – 2 maja 1997                  |
| Frank Dobson             | 3 maja 1997 – 11 października 1999          |
| Alan Milburn             | 11 października 1999 – 13 czerwca 2003      |
| John Reid                | 13 czerwca 2003 – 6 maja 2005               |
| Patricia Hewitt          | 6 maja 2005 – 27 czerwca 2007               |
| Alan Johnson             | 28 czerwca 2007 – 5 czerwca 2009            |
| Andy Burnham             | 5 czerwca 2009 – 11 maja 2010               |
| Andrew Lansley           | 12 maja 2010 – 4 września 2012              |
| Jeremy Hunt              | 4 września 2012 – 8 stycznia 2018           |

## Ministrowie zdrowia i opieki społecznej
| Minister        | Czas urzędowania                         |
| --------------- | ---------------------------------------- |
| Jeremy Hunt     | 8 stycznia 2018 – 9 lipca 2018           |
| Matt Hancock    | 9 lipca 2018 – 26 czerwca 2021           |
| Sajid Javid     | 26 czerwca 2021 – 5 lipca 2022           |
| Stephen Barclay | 5 lipca 2022 – 6 września 2022           |
| Thérèse Coffey  | 6 września 2022 – 25 października 2022   |
| Stephen Barclay | 25 października 2022 – 13 listopada 2023 |
| Victoria Atkins | 13 listopada 2023 – 5 lipca 2024         |
| Wes Streeting   | od 5 lipca 2024                          |